# Francia en el Festival de la Canción de Eurovisión 2021
Francia participó en el LXV Festival de la Canción de Eurovisión, celebrado en Róterdam, Países Bajos del 18 al 22 de mayo del 2021, tras la victoria de Duncan Laurence con la canción "Arcade". Francia fue uno de los pocos países que cambiaron su método de selección y representante frente a la edición de 2020, utilizando la televisora France Télevisions una final nacional titulada «Eurovision France, c'est vous qui décidez!» (Eurovisión Francia, ¡son ustedes quienes deciden! en español) llevada a cabo el 30 de enero de 2021, de la cual resultó ganadora la cantante Barbara Pravi con la balada en francés «Voilà».
Francia se convirtió en la máxima favorita para ganar el festival de Eurovisión junto con Malta y por delante de Suiza, hasta que en la semana de ensayos previa al festival comenzaron en un mano a mano con Malta e Italia en las casas de apuestas. Francia, al pertenecer al Big Five, se clasificó automáticamente a la final, consiguiendo finalmente 499 puntos alcanzando la 2ª posición. Barbara Pravi se situó en 2° lugar del jurado profesional con 248 puntos y obtuvo 251 puntos del televoto, colocándose en 3° lugar. De esta forma, Francia alcanzaría su mejor resultado en los últimos 30 años.

## Historia de Francia en el Festival
Francia es uno de los países fundadores del festival, debutando en 1956. Desde entonces el país ha concursado en 62 ocasiones, siendo uno de los países que más ha participado dentro del festival. Francia es uno de los países con más victorias del certamen, logrando vencer en cinco ocasiones el festival: la primera, en 1958, con André Claveau y la canción "Dors, mon amour". La segunda vez sucedió en 1960, gracias a la canción "Tom Pillibi" de Jacqueline Boyer. En 1962, Isabelle Aubret ganó con la canción "Un premier amour". La cuarta ocasión sucedió en 1969 con Frida Boccara interpretando "Un jour, un enfant" en un cuádruple empate con España, los Países Bajos y el Reino Unido. La última victoria francesa en el festival se remonta a 1977 con "L'oiseau et l'enfant" de Marie Myriam.
Sin embargo, desde la entrada del nuevo milenio, Francia no ha conseguido el mismo éxito, al colocarse solamente en dos ocasiones dentro del Top 5 (2001 y 2002), y en una ocasión dentro de los 10 mejores (2009 y 2016). El representante para la edición cancelada de 2020 era Tom Leeb con la balada "Mon alliée (The Best in Me)". En 2019, el ganador de la final nacional Destination Eurovision, Bilal Hassani, terminó en 16° lugar con 105 puntos en la gran final, con el tema "Roi".

## Representante para Eurovisión

### Eurovision France, c'est vous qui décidez!
Francia confirmó su participación en el Festival de Eurovisión 2021 el 20 de junio de 2020, con el anuncio de una nueva final nacional. El periodo de recepción de las canciones fue entre el 29 de junio y el 30 de septiembre de 2020, habiéndose recibido más de 700 canciones. El 9 de diciembre de 2020, después de haber realizado una audición con 20 canciones preseleccionadas, se anunciaron las 12 canciones participantes. La competencia consistió en una sola final con 2 fases de votación: la primera, en la que se presentaban las 12 candidaturas y se someterían a votación 100% del público. Las 7 canciones más votadas avanzaban a la Superfinal, junto con una octava canción seleccionada por un panel de 10 jurados profesionales.
En la Súper Final los 8 participantes se someterían a una votación a 50/50 entre el jurado experto y el público. En esta ronda, cada jurado profesional votaba las canciones con un sistema parecido al de Eurovisión: 12, 10, 8, 6, 4 y 2 puntos. El público repartía 100, 80, 70, 60, 50, 30, 20 y 10 puntos según la cantidad de votos recibidos. En esta ronda, el mayor votado sumando ambas puntuaciones se declaraba ganador del festival y representante de Francia en Eurovisión.

#### Jurado
El panel experto de jurado fue conformado por:
- Amir – presidente del jurado – cantautor franco-israelí, representante de Francia en el Festival de la Canción de Eurovisión 2016
- Chimène Badi – Cantante
- Michèle Bernier – Comediante
- Agustín Galiana – Cantante español y comediante
- Jean-Paul Gaultier – Diseñador de modas
- Élodie Gossuin – Presentadora de televisión
- Duncan Laurence – Cantante neerlandés, representante de los Países Bajos y ganador del Festival de la Canción de Eurovisión 2019
- André Manoukian – Cantante de jazz
- Marie Myriam – Cantante, representante de Francia y ganadora del Festival de la Canción de Eurovisión 1977
- Natasha Saint-Pier – Cantante canadiense, representante de Francia en el Festival de la Canción de Eurovisión 2001

#### Candidaturas
| Artista          | Canción (Traducción)                                               | Idioma             | Compositor(es)                                 |
| ---------------- | ------------------------------------------------------------------ | ------------------ | ---------------------------------------------- |
| 21 Juin Le Duo   | «Peux-tu me dire?» («¿Puedes decirme?»)                            | Francés, Inglés    | Julien Guillemin, Manon Pècheur, Jan Orsi      |
| Ali              | «Paris me dit (Yalla ya helo!)» («Paris me dice (Yalla ya helo!)») | Francés            | Hyphen Hyphen                                  |
| Amui             | «Maeva»                                                            | Francés, Tahitiano | Ken Carlterm, Serena F. Carlter, Edwiga Taerea |
| Andriamad        | «Alléluia» («Aleluya»)                                             | Francés, Inglés    | Andriamad                                      |
| Barbara Pravi    | «Voilà» («Aquí estoy»)                                             | Francés            | Barbara Pravi, Lili Poe, Igit                  |
| Casanova         | «Tutti» («Todos»)                                                  | Francés, Corso     | Yoann Casanova, Théo Grasset, Jérôme Brulant   |
| Céphaz           | «On a mangé le soleil» («Nos comimos el sol»)                      | Francés            | Antoine Essertier, Elise Rieslinger            |
| Juliette Moraine | «Pourvu qu'on m'aime» («Mientras que me ames»)                     | Francés            | Juliette Moraine, Rémi Portat                  |
| LMK              | «Magique» («Mágico»)                                               | Francés, Inglés    | Eve-Line Lamarca, High P                       |
| Philippine       | «Bah non» («bah, no»)                                              | Francés            | Philippine Zadéo, Caméléon                     |
| PONY X           | «Amour fou» («Loco amor»)                                          | Francés, Inglés    | Spoolman, SquirL, Clarence                     |
| Terence James    | «Je t'emmènerai danser» («Te llevaré a bailar»)                    | Francés            | Terence James, Ben Mazué                       |

#### Final
La final tuvo lugar en los estudios de France Télévisions el 30 de enero de 2021, siendo presentado por Stéphane Bern y Laurence Boccolini.
| N.º | Artista          | Canción                         | Resultado   |
| --- | ---------------- | ------------------------------- | ----------- |
| 1   | Andriamad        | «Alléluia»                      | Eliminado   |
| 2   | Juliette Moraine | «Pourvu qu'on m'aime»           | Clasificado |
| 3   | Céphaz           | «On a mangé le soleil»          | Clasificado |
| 4   | Amui             | «Maeva»                         | Clasificado |
| 5   | Philippine       | «Bah non»                       | Eliminado   |
| 6   | Terence James    | «Je t'emmènerai danser»         | Eliminado   |
| 7   | Barbara Pravi    | «Voilà»                         | Clasificado |
| 8   | PONY X           | «Amour fou»                     | Clasificado |
| 9   | Casanova         | «Tutti»                         | Clasificado |
| 10  | LMK              | «Magique»                       | Wildcard    |
| 11  | Ali              | «Paris me dit (Yalla ya helo!)» | Eliminado   |
| 12  | 21 Juin Le Duo   | «Peux-tu me dire?»              | Clasificado |

#### Súper Final
| N.º | Artista          | Canción                | Jurado | Televoto | Total | Lugar |
| --- | ---------------- | ---------------------- | ------ | -------- | ----- | ----- |
| 1   | Juliette Moraine | «Pourvu qu'on m'aime»  | 76     | 60       | 136   | 2     |
| 2   | Céphaz           | «On a mangé le soleil» | 52     | 30       | 82    | 5     |
| 3   | Amui             | «Maeva»                | 8      | 70       | 78    | 6     |
| 4   | Barbara Pravi    | «Voilà»                | 104    | 100      | 204   | 1     |
| 5   | PONY X           | «Amour fou»            | 74     | 50       | 124   | 3     |
| 6   | Casanova         | «Tutti»                | 22     | 80       | 102   | 4     |
| 7   | LMK              | «Magique»              | 66     | 10       | 76    | 7     |
| 8   | 21 Juin Le Duo   | «Peux-tu me dire?»     | 18     | 20       | 38    | 8     |

## En Eurovisión
Francia, al ser uno de los países pertenecientes al Big Five, se clasificó automáticamente a la final del 22 de mayo, junto a la anfitriona Países Bajos, y el resto del Big Five: Alemania, España, Italia y el Reino Unido. La producción del festival decidió respetar el sorteo ya realizado para la edición cancelada de 2020 por lo que se determinó que el país, tendría que transmitir y votar en la segunda semifinal.
Los comentarios para Francia corrieron por parte de Laurence Boccolini para televisión durante las semifinales, mientras que la misma Laurence Boccolini junto a Stéphane Bern hicieron lo propio en la final. La portavoz de la votación del jurado profesional francés fue Carla Lazzari, representante de Francia en el Festival de la Canción de Eurovisión Junior 2019.

### Final
Francia tomó parte de los primeros ensayos los días 13 y 15 de mayo, así como de los ensayos generales con vestuario de la segunda semifinal los días 19 y 20 de mayo y de la final los días 21 y 22 de mayo. El ensayo general de la tarde del 21 fue tomado en cuenta por los jurados profesionales para emitir sus votos, que representan el 50% de los puntos. Después de los ensayos del 15 de mayo, un sorteo determinó en que mitad de la final participarían los países del Big Five. Francia fue sorteado en la segunda mitad (posiciones 14-26). Una vez conocidos todos los finalistas, los productores del show decidieron el orden de actuación de todos los finalistas, respetando lo determinado por el sorteo. Se decidió que Francia actuara en el lugar 20, por delante de Ucrania y por detrás de Azerbaiyán.
La actuación francesa se mantuvo fiel a lo ya presentado en la final nacional, con Barbara Pravi actuando sola en el escenario en penumbras con una serie de juegos de iluminación mientras Pravi cantaba. Para la actuación se utilizó principalmente el juego de un solo plano por parte de una sola cámara que se movía alrededor de Barbara, enfocándola durante la mayor parte de la presentación para darle un concepto más intimista y emotivo.
Durante la votación del jurado, Francia recibió rápidamente la mayor cantidad de puntos finalizando en 2° lugar con 248 puntos, incluyendo 8 máximas puntuaciones, y a 19 puntos de Suiza que se había colocado momentáneamente en primer lugar. De esta forma, Francia fue el penúltimo país al que se le reveló su puntuación del televoto. En el momento, en el que se le iba a dar su puntuación, Italia se encontraba en primer lugar con 524 puntos seguida de Islandia con 378. Finalmente, el país galo recibió un total de 251 puntos del televoto, recibiendo votos de los 38 países votantes y 4 máximas puntuaciones; colocándose en 3° lugar. Una vez terminada la votación, Francia finalizó con una sumatoria de 499 puntos en la 2ª posición. De esta forma, Francia logró su primer top 5 desde 2002, su primer podio desde 1991 y rompiendo con creces la mayor puntuación jamás obtenida por el país en la historia.

### Votación

#### Puntuación otorgada a Francia
| Jurado                                                                                   | Jurado                                          | Jurado                                          | Jurado                                                            | Jurado                                                                          |
| 12 puntos                                                                                | 10 puntos                                       | 8 puntos                                        | 7 puntos                                                          | 6 puntos                                                                        |
| ---------------------------------------------------------------------------------------- | ----------------------------------------------- | ----------------------------------------------- | ----------------------------------------------------------------- | ------------------------------------------------------------------------------- |
| - Alemania - España - Irlanda - Países Bajos - Reino Unido - San Marino - Serbia - Suiza | - Albania - Estonia - República Checa - Ucrania | - Austria - Israel                              | - Australia - Bulgaria - Chipre - Finlandia - Macedonia del Norte | - Croacia - Islandia - Portugal - Suecia                                        |
| 5 puntos                                                                                 | 4 puntos                                        | 3 puntos                                        | 2 puntos                                                          | 1 punto                                                                         |
| - Grecia - Lituania                                                                      | - Azerbaiyán - Moldavia - Noruega - Rumania     | - Italia - Letonia - Malta                      | - Eslovenia                                                       |                                                                                 |
| Televoto                                                                                 |                                                 |                                                 |                                                                   |                                                                                 |
| 12 puntos                                                                                | 10 puntos                                       | 8 puntos                                        | 7 puntos                                                          | 6 puntos                                                                        |
| - Bélgica - España - Países Bajos - Portugal                                             | - Alemania - Bulgaria - San Marino - Serbia     | - Chipre - Grecia - Israel - Lituania - Rumania | - Croacia - Estonia - Irlanda - Islandia                          | - Albania - Austria - Eslovenia - Finlandia - Moldavia - Rusia - Suecia - Suiza |
| 5 puntos                                                                                 | 4 puntos                                        | 3 puntos                                        | 2 puntos                                                          | 1 punto                                                                         |
| - Georgia - Macedonia del Norte - Polonia - Ucrania - Reino Unido                        | - Australia - Noruega                           | - Dinamarca - Letonia - Malta                   | - Azerbaiyán - República Checa                                    | - Italia                                                                        |

#### Puntuación otorgada por Francia
| Puntos    | Jurado          | Televoto  |
| --------- | --------------- | --------- |
| 12 puntos | Grecia          | Moldavia  |
| 10 puntos | Portugal        | Portugal  |
| 8 puntos  | San Marino      | Suiza     |
| 7 puntos  | Finlandia       | Serbia    |
| 6 puntos  | Islandia        | Islandia  |
| 5 puntos  | Serbia          | Bulgaria  |
| 4 puntos  | Bulgaria        | Dinamarca |
| 3 puntos  | Suiza           | Albania   |
| 2 puntos  | República Checa | Finlandia |
| 1 punto   | Moldavia        | Polonia   |

| Puntos    | Jurado     | Televoto  |
| --------- | ---------- | --------- |
| 12 puntos | Grecia     | Ucrania   |
| 10 puntos | Rusia      | Italia    |
| 8 puntos  | Portugal   | Portugal  |
| 7 puntos  | Suiza      | Moldavia  |
| 6 puntos  | Bélgica    | Suiza     |
| 5 puntos  | Israel     | Israel    |
| 4 puntos  | San Marino | Islandia  |
| 3 puntos  | Islandia   | Serbia    |
| 2 puntos  | Chipre     | Suecia    |
| 1 punto   | Suecia     | Finlandia |

##### Desglose
El jurado francés estuvo compuesto por:
- Géraldine Allouche
- Adrien Kaiser
- Kahina Kimoune
- Gilbert Marcellus
- Loïc Parent

| Semifinal 2 | Semifinal 2     | Semifinal 2 | Semifinal 2 | Semifinal 2 | Semifinal 2 | Semifinal 2 | Semifinal 2 | Semifinal 2 | Semifinal 2 | Semifinal 2 |
| N.º         | País            | Jurado      | Jurado      | Jurado      | Jurado      | Jurado      | Jurado      | Jurado      | Televoto    | Televoto    |
| N.º         | País            | Jurado A    | Jurado B    | Jurado C    | Jurado D    | Jurado E    | Ranking     | Puntos      | Ranking     | Puntos      |
| ----------- | --------------- | ----------- | ----------- | ----------- | ----------- | ----------- | ----------- | ----------- | ----------- | ----------- |
| 01          | San Marino      | 5           | 6           | 3           | 3           | 2           | 3           | 8           | 12          |             |
| 02          | Estonia         | 6           | 11          | 10          | 12          | 17          | 12          |             | 13          |             |
| 03          | República Checa | 4           | 8           | 13          | 15          | 9           | 9           | 2           | 16          |             |
| 04          | Grecia          | 3           | 1           | 2           | 4           | 1           | 1           | 12          | 11          |             |
| 05          | Austria         | 9           | 13          | 7           | 11          | 11          | 11          |             | 17          |             |
| 06          | Polonia         | 11          | 16          | 14          | 14          | 16          | 17          |             | 10          | 1           |
| 07          | Moldavia        | 8           | 7           | 11          | 13          | 7           | 10          | 1           | 1           | 12          |
| 08          | Islandia        | 7           | 14          | 4           | 6           | 3           | 5           | 6           | 5           | 6           |
| 09          | Serbia          | 14          | 4           | 6           | 5           | 5           | 6           | 5           | 4           | 7           |
| 10          | Georgia         | 10          | 9           | 9           | 10          | 15          | 13          |             | 14          |             |
| 11          | Albania         | 15          | 12          | 8           | 9           | 14          | 14          |             | 8           | 3           |
| 12          | Portugal        | 1           | 3           | 5           | 2           | 6           | 2           | 10          | 2           | 10          |
| 13          | Bulgaria        | 16          | 5           | 15          | 1           | 12          | 7           | 4           | 6           | 5           |
| 14          | Finlandia       | 12          | 2           | 1           | 8           | 4           | 4           | 7           | 9           | 2           |
| 15          | Letonia         | 17          | 10          | 16          | 17          | 13          | 16          |             | 15          |             |
| 16          | Suiza           | 2           | 15          | 12          | 7           | 10          | 8           | 3           | 3           | 8           |
| 17          | Dinamarca       | 13          | 17          | 17          | 16          | 8           | 15          |             | 7           | 4           |

| Final | Final        | Final                      | Final                      | Final                      | Final                      | Final                      | Final                      | Final                      | Final                      | Final                      |
| N.º   | País         | Jurado                     | Jurado                     | Jurado                     | Jurado                     | Jurado                     | Jurado                     | Jurado                     | Televoto                   | Televoto                   |
| N.º   | País         | Jurado A                   | Jurado B                   | Jurado C                   | Jurado D                   | Jurado E                   | Ranking                    | Puntos                     | Ranking                    | Puntos                     |
| ----- | ------------ | -------------------------- | -------------------------- | -------------------------- | -------------------------- | -------------------------- | -------------------------- | -------------------------- | -------------------------- | -------------------------- |
| 01    | Chipre       | 8                          | 15                         | 12                         | 12                         | 3                          | 9                          | 2                          | 22                         |                            |
| 02    | Albania      | 16                         | 4                          | 16                         | 22                         | 11                         | 15                         |                            | 15                         |                            |
| 03    | Israel       | 4                          | 5                          | 10                         | 7                          | 15                         | 6                          | 5                          | 6                          | 5                          |
| 04    | Bélgica      | 17                         | 2                          | 11                         | 3                          | 13                         | 5                          | 6                          | 21                         |                            |
| 05    | Rusia        | 5                          | 3                          | 5                          | 1                          | 18                         | 2                          | 10                         | 12                         |                            |
| 06    | Malta        | 9                          | 11                         | 25                         | 13                         | 9                          | 18                         |                            | 16                         |                            |
| 07    | Portugal     | 1                          | 6                          | 8                          | 4                          | 21                         | 3                          | 8                          | 3                          | 8                          |
| 08    | Serbia       | 25                         | 25                         | 17                         | 16                         | 10                         | 22                         |                            | 8                          | 3                          |
| 09    | Reino Unido  | 12                         | 24                         | 21                         | 23                         | 14                         | 24                         |                            | 25                         |                            |
| 10    | Grecia       | 2                          | 23                         | 4                          | 5                          | 1                          | 1                          | 12                         | 20                         |                            |
| 11    | Suiza        | 3                          | 1                          | 15                         | 10                         | 20                         | 4                          | 7                          | 5                          | 6                          |
| 12    | Islandia     | 20                         | 7                          | 7                          | 9                          | 4                          | 8                          | 3                          | 7                          | 4                          |
| 13    | España       | 11                         | 14                         | 20                         | 15                         | 23                         | 21                         |                            | 19                         |                            |
| 14    | Moldavia     | 6                          | 22                         | 14                         | 21                         | 8                          | 17                         |                            | 4                          | 7                          |
| 15    | Alemania     | 18                         | 9                          | 13                         | 24                         | 5                          | 16                         |                            | 13                         |                            |
| 16    | Finlandia    | 19                         | 16                         | 1                          | 20                         | 19                         | 12                         |                            | 10                         | 1                          |
| 17    | Bulgaria     | 14                         | 12                         | 18                         | 2                          | 25                         | 13                         |                            | 17                         |                            |
| 18    | Lituania     | 21                         | 21                         | 6                          | 19                         | 6                          | 14                         |                            | 11                         |                            |
| 19    | Ucrania      | 22                         | 8                          | 24                         | 25                         | 7                          | 19                         |                            | 1                          | 12                         |
| 20    | Francia      | -------------------------- | -------------------------- | -------------------------- | -------------------------- | -------------------------- | -------------------------- | -------------------------- | -------------------------- | -------------------------- |
| 21    | Azerbaiyán   | 24                         | 13                         | 22                         | 17                         | 16                         | 25                         |                            | 18                         |                            |
| 22    | Noruega      | 15                         | 20                         | 23                         | 18                         | 12                         | 23                         |                            | 14                         |                            |
| 23    | Países Bajos | 7                          | 19                         | 19                         | 14                         | 24                         | 20                         |                            | 23                         |                            |
| 24    | Italia       | 23                         | 10                         | 3                          | 8                          | 22                         | 11                         |                            | 2                          | 10                         |
| 25    | Suecia       | 10                         | 18                         | 2                          | 11                         | 17                         | 10                         | 1                          | 9                          | 2                          |
| 26    | San Marino   | 13                         | 17                         | 9                          | 6                          | 2                          | 7                          | 4                          | 24                         |                            |